# 阿里 (摩泽尔省)
阿里（法語：Arry，法語發音：[aʁi]）是法国摩泽尔省的一个市镇，位于该省西南部，摩泽尔河右岸，和默尔特-摩泽尔省接壤，属于梅斯区。

## 地理
阿里（48°59'43"N, 6°3'30"E）面积6.88 平方千米，位于法国大東部大區摩泽尔省，该省份为法国东北部内陆省份，是洛林的一部分，西南接默尔特-摩泽尔省，东临下莱茵省，北与卢森堡和德国接壤。
与阿里接壤的市镇（或旧市镇、城区）包括：阿尔纳维尔、摩泽尔河畔帕尼、维通维尔、摩泽尔河畔科尔尼、洛里-马尔迪尼、马略勒、摩泽尔河畔诺韦昂。
阿里的时区为UTC+01:00、UTC+02:00（夏令时）。

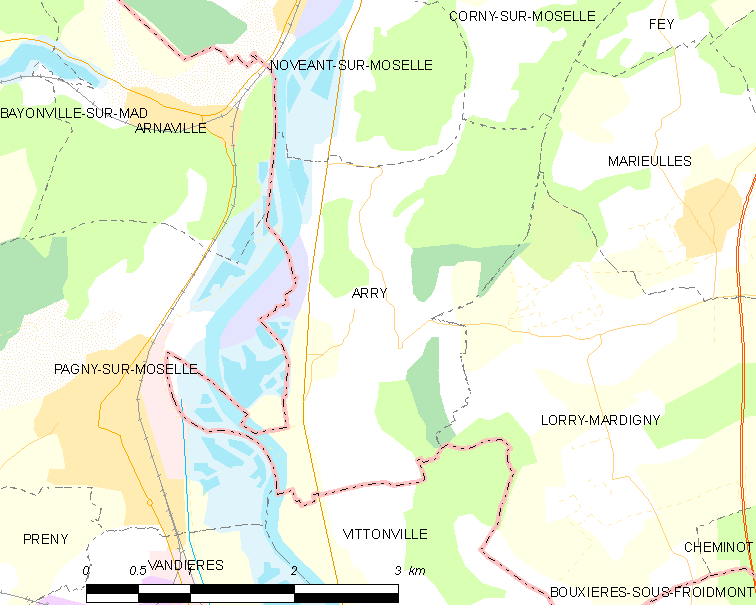
阿里的OSM定位图

## 行政
阿里的邮政编码为57680，INSEE市镇编码为57030。

## 政治
阿里所属的省级选区为摩泽尔山坡县。

## 交通
摩泽尔省省道D67线和D657线经过境内。

## 人口

1962-2008年间阿里人口变化图示

阿里于2022年1月1日时的人口数量为532人。